# Осады Смоленска (1404)
Осады Смоленска 1404 года — две осады Смоленска крупным войском великого князя литовского Витовта, поддержанного отрядами своего двоюродного брата, короля польского Ягайло. Вторая осада окончилась взятием города и установлением над ним контроля Великого княжества Литовского вплоть до 1514 года.

## Предыстория
Пользуясь дружественным нейтралитетом своего зятя, московского князя Василия I Дмитриевича, Витовт, заключив мир с Тевтонским орденом, впервые вероломно (под предлогом судейства в династическом споре) захватил Смоленск в 1395 году. Смоленский князь Юрий Святославич бежал в Рязанскую землю к князю Олегу Ивановичу, который после разгрома Витовта ордынцами в битве на Ворскле помог вернуть ему смоленский престол в 1401 году. В том же году Юрий Святославич успешно отразил литовскую осаду Смоленска. Однако смерть Олега Ивановича лишила его важного союзника. Витовт вновь атаковал Смоленское княжество в 1403 году, послав против него Лугвения, успех которого ограничился взятием Вязьмы.

## Первая осада

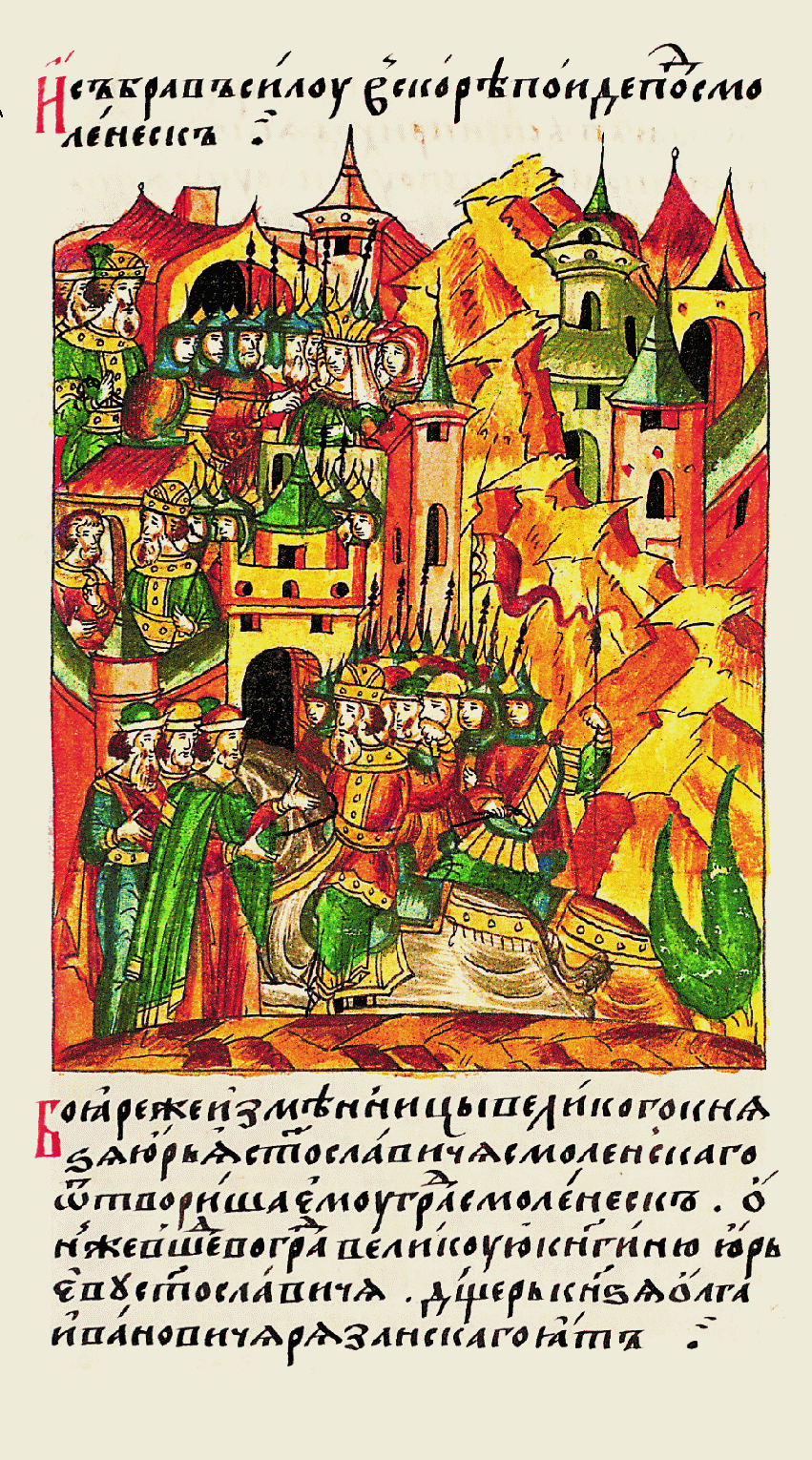
«Бояре-изменники великому князю Юрию Святославичу Смоленскому отворили Витовту город Смоленск. Он же, войдя в город, великую княгиню, жену князя Юрия Святославича, дочь Олега Ивановича Рязанского, взял в плен»

В начале февраля 1404 года сам Витовт во главе литовско-польского войска вновь подошёл к Смоленску. В войске Витовта были в том числе князья Лугвений, Корибут и Свидригайло. Первая осада Смоленска продлилась по совпадающим данным разных летописей семь недель. Литовское войско обстреливало Смоленск из пушек, однако крепкие дерево-земляные укрепления города выдерживали обстрел. Утратив надежду на взятие города, Витовт на Пасху отступил, предав округу Смоленска запустению.

## Отъезд Юрия Святославича в Москву
Понимая, что без поддержки он вряд ли сможет долго обороняться от Литвы, Юрий Святославич с небольшой дружиной отправился в Москву заручиться военной помощью великого князя Василия I. Этот шаг был логичен, так как сын и преемник Олега Ивановича Рязанского Фёдор Ольгович теперь во всём ориентировался на великого князя московского. Однако Василий I, являвшийся зятем Витовта, не спешил вступать в войну с могущественной на тот момент Литвой. Он тянул время и не давал Юрию положительного ответа, хотя тот был готов стать служилым князем Василия I, присоединив смоленские владения к Великому Московскому княжеству, дабы не быть завоёванным «поганой Литвой».

## Вторая осада
В отсутствие Юрия Святославича часть смоленских бояр учинила «крамолу» и тайно послала Витовту весть об отсутствии князя в городе и его попытках получить военную помощь Москвы. Они советовали Витовту воспользоваться ситуацией и упредить потенциальный приход московского войска, сами же обещали открыть ему городские ворота. Витовт в середине мая вновь подступил к Смоленску. Горожане отбивались более месяца, неся все тяготы осады, но не видя перспективы появления Юрия Святославича с московским войском, в конечном итоге открыли Витовту ворота 26 июня.

## Последствия
После взятия города было окончательно ликвидировано Смоленское княжество и Смоленск на протяжении следующих 110 лет оказался под контролем Великого княжества Литовского. Юрий Святославич, столкнувшись с обвинением Василия I, будто Смоленск был сдан по его указу, бежал в Великий Новгород, где был принят и щедро одарен владениями. Витовт объявил войну Новгороду и Пскову, вступил во Псковскую землю и разрушил крепость Коложе. Москва, столкнувшаяся с реальной угрозой завоевания литовцами Северо-Западной Руси, расторгла союз с Литвой и открыто выступила против неё на стороне Пскова и Новгорода. Началась литовско-московская война 1406—1408 годов.